# كولن لوف
كولن لوف (بالإنجليزية: Colin Love)‏ هو لاعب كرة قدم أسترالية أسترالي، ولد في 9 يونيو 1929، وتوفي في 12 يناير 1998.

## وصلات خارجية
- كولن لوف على موقع AustralianFootball.com (الإنجليزية)
- كولن لوف على موقع AFLtables.com (الإنجليزية)